# Muravera
Muravera (AFI: /muraˈvɛra/; in sardo Murèra) è un comune italiano di 5 007 abitanti della città metropolitana di Cagliari, facente parte della sub-regione sarda del Sarrabus.

## Geografica fisica

### Territorio
Questo centro è situato nell'area sud-orientale della Sardegna, su una valle fluviale a ridosso di una cerchia di colline che delimitano un sistema lagunare con gli stagni di Feraxi, Colostrai, delle Saline e San Giovanni. Molto probabilmente il primo nucleo abitativo era a diretto contatto con il mare, da cui si dovette poi distanziare per sfuggire ai frequenti attacchi degli invasori e dei corsari, ma l'attuale borgata, che si è sviluppata sullo spazio aperto della piana libera da ostacoli naturali, è ancora legata al mare.
Le coste, dal profilo basso, sono interrotte dalle strette valli del rio Picocca. Il territorio costiero si estende in prevalenza a sud del centro abitato. Questo paese è conosciuto per le sue grandi spiagge:da San Giovanni,alle Saline di Colostrai; oltre quest'ultima si incontra capo Ferrato, un promontorio di rocce trachitiche. Ancora più a sud si stende per circa 8 km la spiaggia di Costa Rei, con l'omonimo insediamento turistico. Nei pressi si possono visitare anche alcuni siti archeologici interessanti; in particolare i menhir di Piscina Rei, nuraghe Scalas e di Cuili Piras.

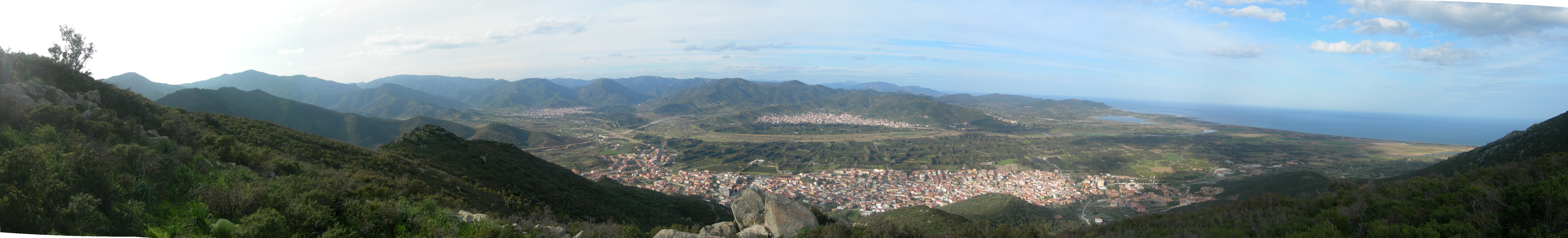
In primo piano Muravera, a nord sullo sfondo Villaputzu, ad ovest San Vito

## Storia
Gli insediamenti umani nel territorio muraverese si possono far risalire alla preistoria come testimoniano il complesso megalitico di Piscina Rei, e quello di Nuraghe Scalas. La zona fu poi soggetta a insediamenti fenici, punici e romani.
Nel Medioevo il villaggio di "Murahera", fece dapprima parte del Giudicato di Cagliari, curatoria del Sarrabus, e poi del Giudicato di Gallura dal 1258. Dopo la scomparsa di quest'ultimo, fu gestito direttamente dalla Repubblica Marinara di Pisa. A seguito dell'invasione Aragonese nel 1324, passò sotto la protezione di varie famiglie, tra le quali la potente famiglia nobiliare dei Carroz, dei Centelles e degli Osorio.
A causa della sua posizione geografica, Muravera, fu oggetto di continue incursioni dei pirati barbareschi, che spesso venivano respinte dagli abitanti del luogo. A questo scopo, tra la fine del XVI e la prima metà del XVII secolo, vennero costruite dagli spagnoli le torri costiere che ancora oggi si possono osservare dalle spiagge: Torre delle saline, Torre dei dieci cavalli, Torre di Capo Ferrato.
Nel 1839, in epoca sabauda, furono aboliti i feudi. Alla fine del XIX secolo avvenne la chiusura delle terre comunali da parte dei notabili del paese.

### Simboli
Lo stemma e il gonfalone del comune di Muravera sono stati concessi con decreto del presidente della Repubblica del 25 marzo 1988.
(D.P.R. 25.03.1988)
Il gonfalone è un drappo partito di giallo e di rosso.

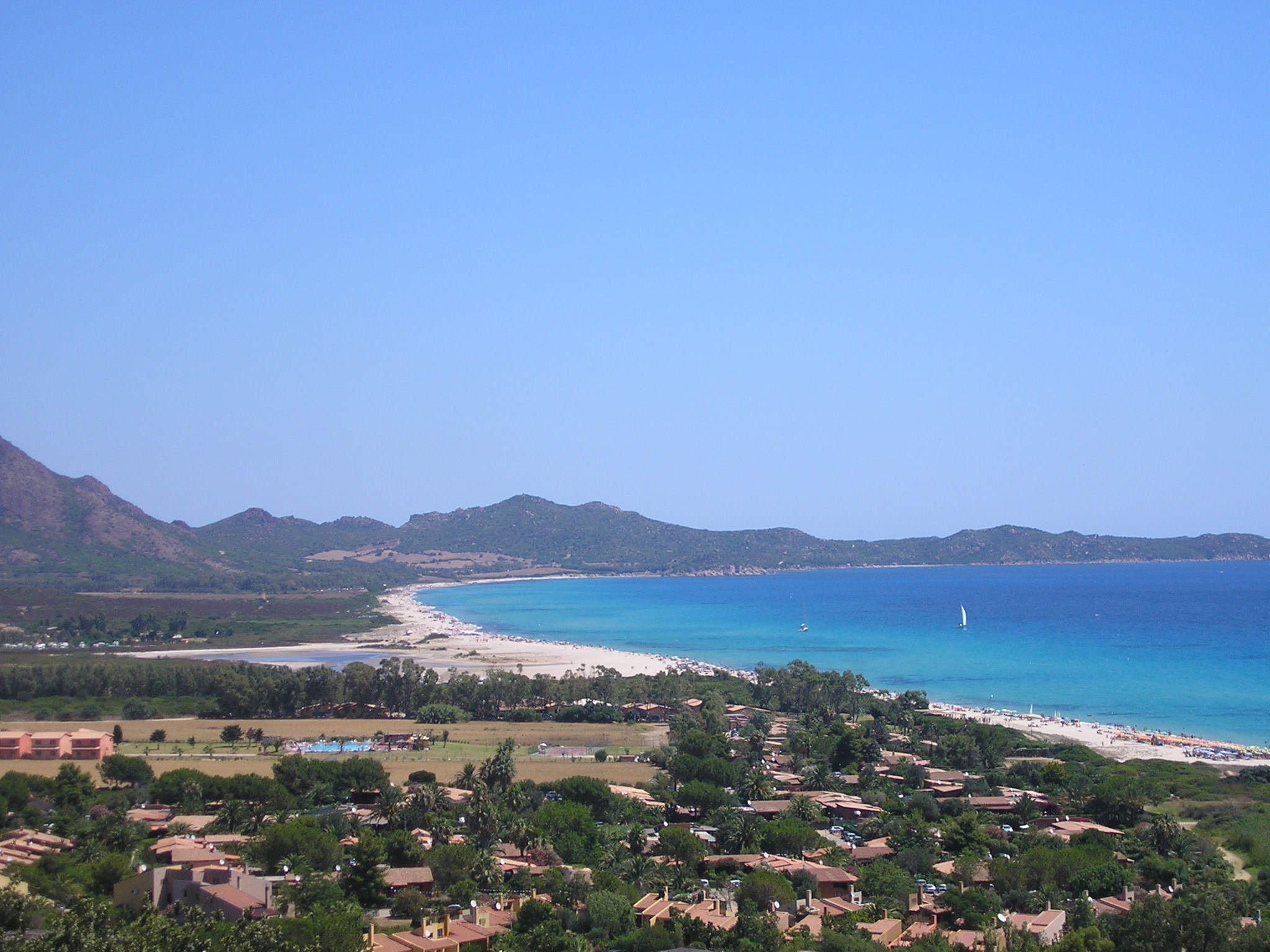
La spiaggia di Costa Rei

## Monumenti e luoghi d'interesse

### Architetture religiose
- Chiesa di San Nicola di Bari: edificio eretto nel 1500, in stile tardo-gotico. L'impianto della chiesa è ad unica navata con cappelle laterali. La stessa è ripartita da tre archi ogivali trasversi sui quali si imposta l'orditura del tetto a due falde, secondo modalità costruttive Gotiche. Tardo-gotiche sono inoltre le 4 cappelle coperte con volte nervate a crociera ed i relativi archi d'accesso, come pure la cappella presbiteriale con l'arco trionfale. L'edificio nasconde nella zona presbiteriale importanti ed integre testimonianze di una precedente fase costruttiva d'epoca aragonese. Il campanile è gotico, merlato con i marcapiani e pilastrini in pietra da taglio a vista. Tra gli arredi preziosi: l'altare maggiore di marmo policromo eseguito da G.B. Asqueri 1767; 2 retabili in legno dorato di stile barocco; una croce d'argento cesellato (dono di uno schiavo che riacquistò la libertà dopo essere stato prigioniero dei saraceni) e una bella statua di San Sebastiano in legno policromo scolpita nel 1603 da Scipione Aprile.

### Architetture civili
Attiguo alla chiesa, l'ex palazzo comunale della fine dell'Ottocento, recentemente restaurato. Superata la Piazza Sant'Antonio, si giunge al Portico Petretto, piccola costruzione in pietra della fine dell'Ottocento, strutturata a forma di arco sostenente un corridoio balconato che serviva a mettere in comunicazione due case vicine ed evitava l'attraversamento della strada durante i forti acquazzoni.
In via Roma, centralissima, si potrà invece ammirare la bella casa della Famiglia Zedda che ingloba al suo interno una fascinosa cisterna romana che gode ancora oggi di ottimo stato probabilmente perché utilizzata sino alla fine del settecento per raccogliere, conservare e distribuire le abbondanti acque piovane.

### Architetture militari

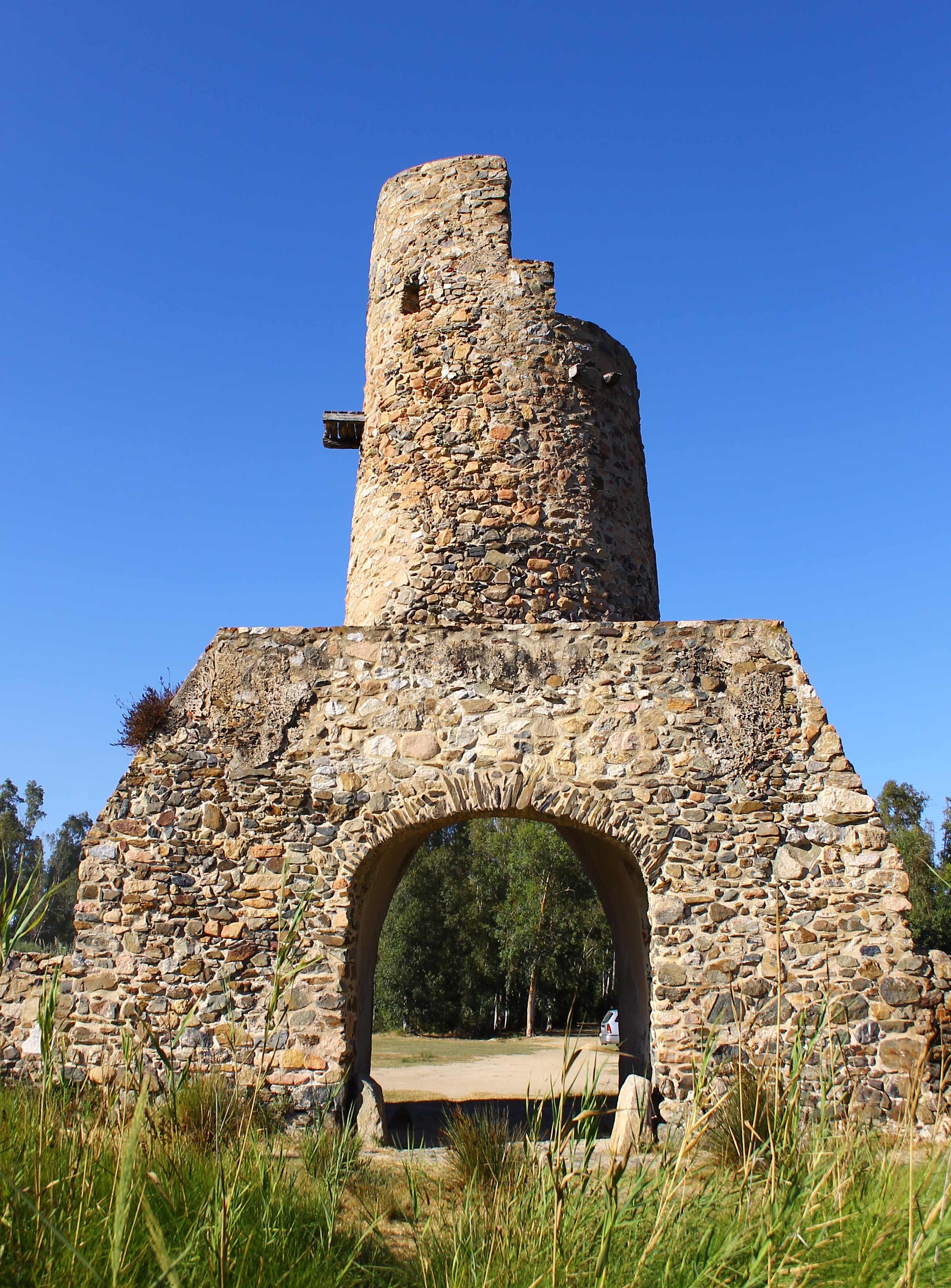
Torre dei dieci cavalli

- Torre dei 10 Cavalli, All'altezza della marina di San Giovanni lungo uno dei canali del Flumendosa si trova la Torre dei dieci cavalli
- Torre Salinas

### Siti archeologici
- Domus de janas di Monte Nai
- Complesso megalitico Cuili Piras
- Complesso megalitico di Nuraghe Scalas
- Complesso megalitico di Baracca su entu
- Nuraghe Murtas
- Nuraghe S'acqua seccis
- Nuraghe Orcu
- Nuraghe Ponzianu
- Nuraghe Sa spadula
- Nuraghe Santoru
- Fortezza Punica di Baccu di Monte Nai

### Luoghi d'interesse naturalistico

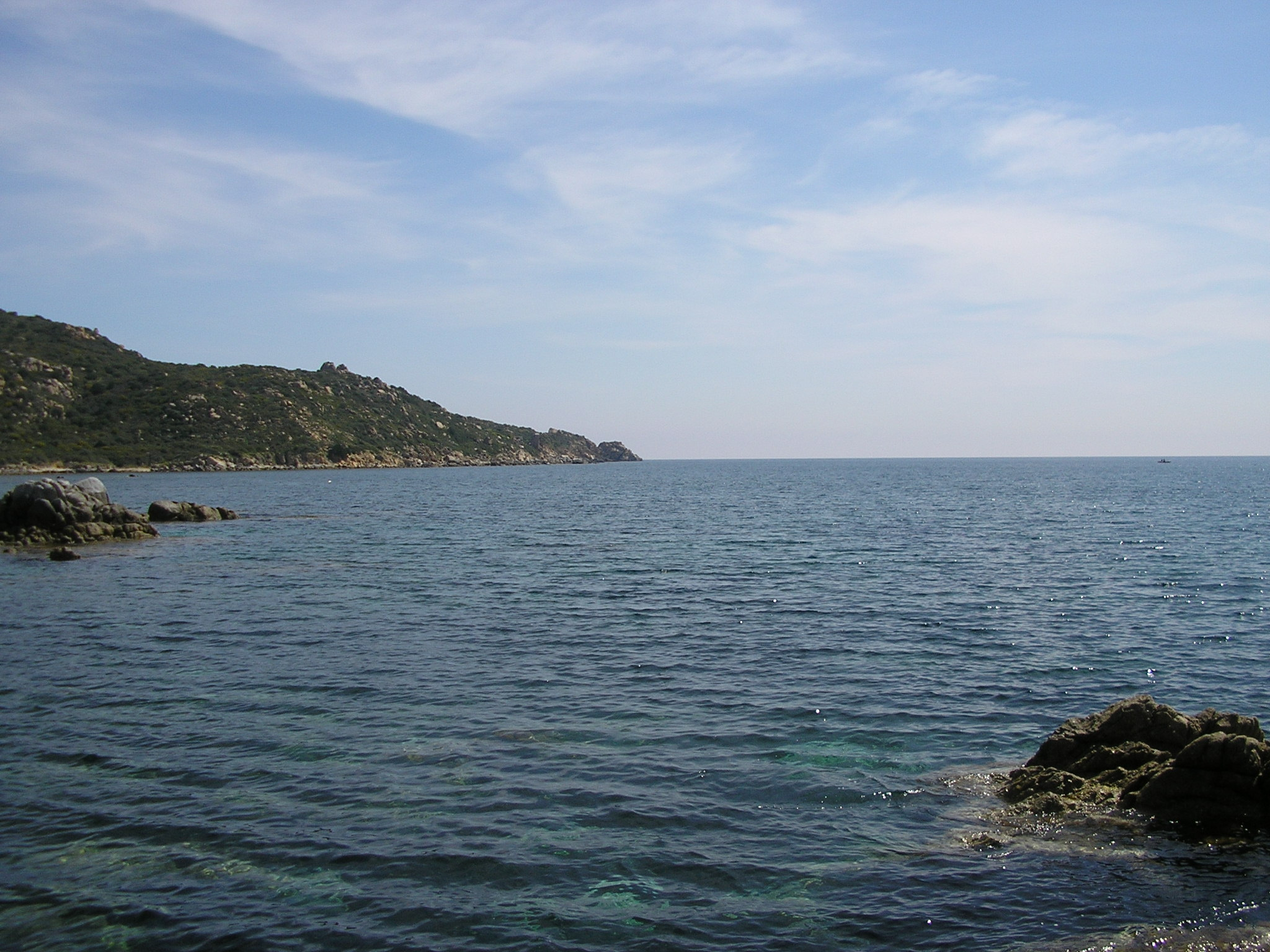
Capo Ferrato

Uscendo dal paese, in direzione sud-ovest, a 9 km circa dall'abitato, si trova la foresta di Baccu Arrodas, un fitto bosco di macchia mediterranea, luogo attrezzato per il ristoro nelle lunghe passeggiate primaverili, un tempo la località era percorsa da carri per il trasporto di minerali estratti dalla vicina miniera d'antimonio e d'argento. L'antica carrettiera (carrareccia) è tuttora percorribile almeno fino alla zona di Cuili Paderi, dov'è necessario guadare il Riu Baccu Arrodas per poter accedere all'omonima foresta ricca di lecci e corbezzoli.
Fa capo al comune la zona umida dello stagno di Piscina Rei. Nel suo territorio scorre il Bacu Locci.

## Società

### Evoluzione demografica
Abitanti censiti

### Etnie e minoranze straniere
Al 31 dicembre 2015 gli stranieri residenti nel comune di Muravera sono 157, pari al 3% della popolazione totale. Tra le nazionalità più rappresentate troviamo:
| Pos. | Cittadinanza | Popolazione |
| ---- | ------------ | ----------- |
| 1    | Romania      | 39          |
| 2    | Germania     | 23          |

### Lingue e dialetti
La variante del sardo parlata a Muravera è il campidanese sarrabese.

## Cultura

### Istruzione
Muravera è sede di istruzione del bacino del Sarrabus. Infatti ospita una scuola elementare, una media primaria e varie scuole medie secondarie come l'istituto tecnico per il commercio e il turismo, l'istituto tecnico per geometri Luigi Einaudi, l'istituto professionale per l’agricoltura e il liceo scientifico Giordano Bruno.

### Eventi

#### Sagra degli agrumi

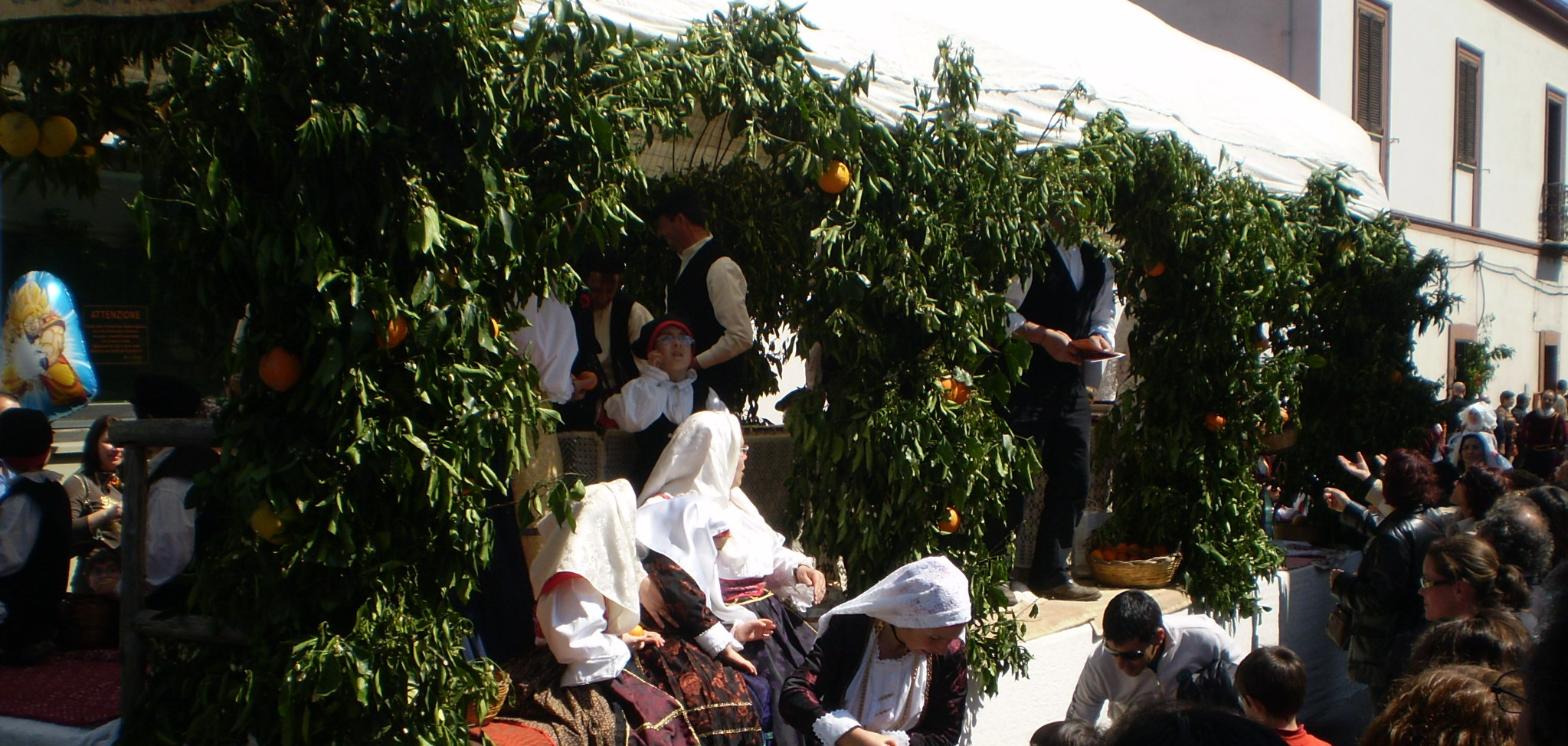
Un momento della sagra degli agrumi

La Sagra degli agrumi è la più importante manifestazione del paese. La prima edizione si ebbe nel febbraio 1961 per volontà degli agrumicoltori e ideata dalla Pro Loco. L'iniziativa ha lo scopo di valorizzare il prodotto principale del luogo, gli agrumi.
La manifestazione consiste nella mostra dei migliori prodotti locali ed in una sfilata per la via principale del paese di numerosi gruppi folcloristici provenienti da tutta la Sardegna, accompagnati dalle "etnotraccas" (elemento fondamentale della sagra),cioè carri trainati da trattori dove si ricostruiscono scene di vita agropastorale e domestica e paesaggi del passato, nella serata esibizione dei gruppi folcloristici accompagnati dalle "Launeddas".
In maggio la manifestazione "MURAJÒ" è ricca di appuntamenti culturali e di intrattenimento, tra questi il Maggio Musicale organizzato dall'associazione il Portale onlus, che prevede alcuni concerti di musica classica.
Un'altra manifestazione di notevole interesse turistico è il carnevale estivo, che si svolge nei primi giorni del mese di agosto dove è possibile ammirare le più importanti maschere della tradizione isolana.

## Economia
Le coste sono molto pescose, quasi unite alle lagune rifornite da fresche e limpide acque di antiche sorgenti filtrate da banchi di finissima sabbia che alimentano i diversi stagni di riproduzione. Per questo nel territorio di Muravera sono presenti tre peschiere: una nello stagno in località Colostrai e una a San Giovanni sono entrambe gestite dalla stessa cooperativa. La terza sorge a Feraxi ed è gestita da un'altra cooperativa. Il pescato viene venduto dagli stessi soci della cooperativa, senza intermediari.
Questo centro turistico ha puntato anche su un radicato artigianato popolare per la produzione di tappeti, e tessuti realizzati con telai di quercia, manufatti ad intreccio che danno vita a sorprendenti ed eleganti cestini di canne, vimini e giunchi e nella costruzione di strumenti fonici di matrice remotissima,  le launeddas, considerate i più antichi strumenti a fonici del mondo mediterraneo. La zona del Sarrabus ha avuto grandi suonatori di Launeddas, specialmente Villaputzu e San Vito. A Muravera bisogna segnalare un grande costruttore che è Attilio Scroccu, personaggio schivo ma di grandissima arte musicale.
Dopo un avvio pionieristico da una quarantina di anni or sono, oggi il territorio di Muravera possiede consolidate strutture turistiche, possibilità di locazione di case private, e di un ospedale regionale. Inoltre nel 1979 fu costruita la centrale agrumicola nel paese, ad uso di una cooperativa (poi posta in liquidazione) i cui soci erano agrumicoltori di tutti i comuni del Sarrabus; nei primi anni ebbe solo la funzione di ricevere e immettere sul mercato il raccolto degli associati.

## Amministrazione
| Periodo         | Periodo         | Primo cittadino         | Partito                             | Carica  | Note |
| --------------- | --------------- | ----------------------- | ----------------------------------- | ------- | ---- |
| 31 maggio 2015  | 26 ottobre 2020 | Marco Sebastiano Falchi | Lista civica "Marco Falchi sindaco" | Sindaco |      |
| 26 ottobre 2020 | in carica       | Salvatore Piu           | Lista civica "Muravera rinasce"     | Sindaco |      |

## Sport

### Calcio
La principale squadra di calcio della città è l'A.S.D. Muravera 1965 Calcio che milita nel girone G di Serie D. È nata nel 1965.